# Premio Hugo per il miglior racconto
Il premio Hugo per il miglior racconto (lungo) (Hugo Award for Best Novelette) è un premio letterario assegnato annualmente dal 1955 dalla World Science Fiction Society nel corso della Worldcon ad opere di fantascienza o fantasy di lunghezza compresa tra le 7.500 e le 17.500 parole.
I plurivincitori di questo riconoscimento, con tre premi, sono Poul Anderson (nel 1969, 1973 e 1979) e Harlan Ellison (1974, 1975 e 1986). Ellison ha vinto anche quattro volte il Premio Hugo per il miglior racconto breve.

## Vincitori e candidati
I vincitori sono indicati in grassetto. A seguire i finalisti, nell'ordine del sito ufficiale.

### Anni 1950

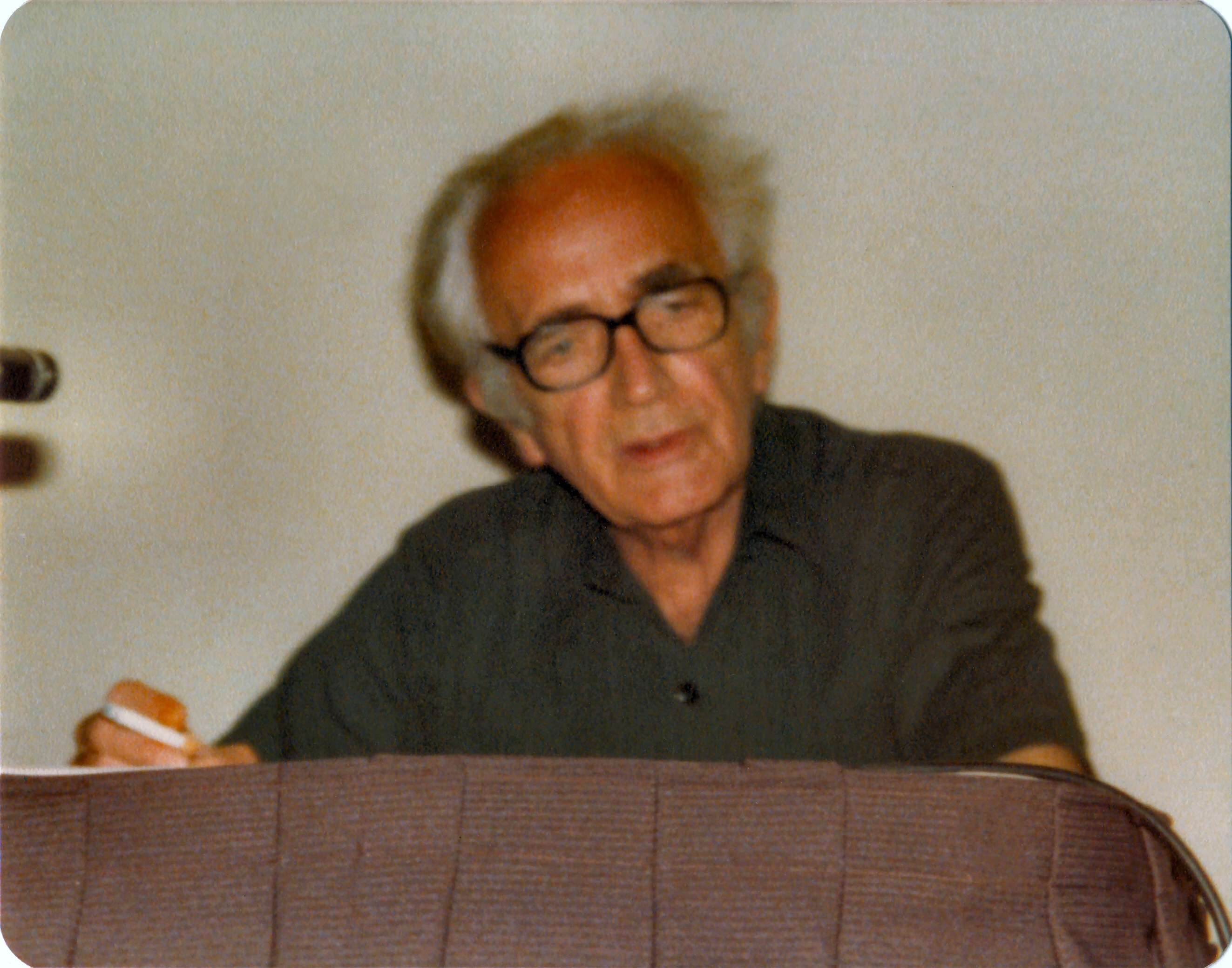
Fritz Leiber, vincitore nel 1958.

- 1955: Il mattatore (The Darfsteller) di Walter M. Miller
- 1956: Squadra d'esplorazione (Exploration Team) di Murray Leinster
- 1958: Il Grande Tempo (The Big Time) di Fritz Leiber[2]
- 1959: L'aia grande (The Big Front Yard) di Clifford D. Simak
  - Unwillingly to School di Pauline Ashwell
  - Prigionia (Captivity) di Zenna Henderson
  - La nave-squalo (Reap the Dark Tide o Shark Ship) di C. M. Kornbluth
  - Un ufficio pieno di ragazze (A Deskful of Girls) di Fritz Leiber
  - La seconda partita (Second Game) di Katherine MacLean e Charles V. De Vet
  - Rat in the Skull di Rog Phillips
  - L'uomo dei miracoli (The Miracle-Workers) di Jack Vance

### Anni 1960

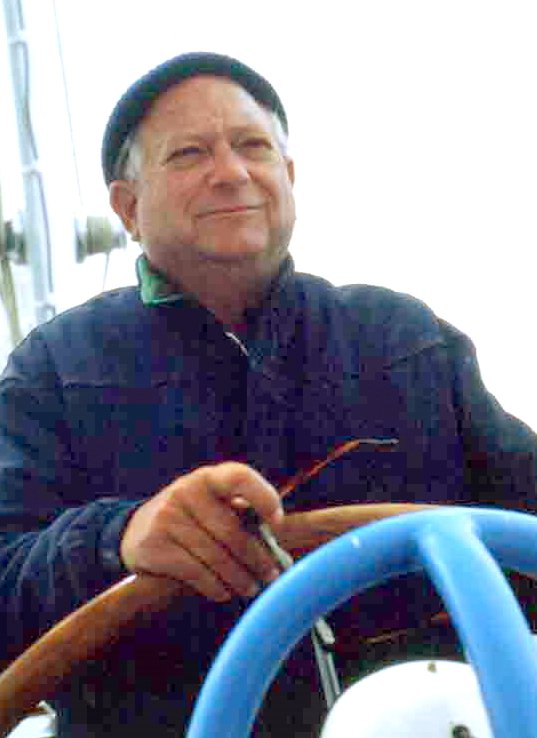
Jack Vance, vincitore nel 1967.

- 1967: L'ultimo castello (The Last Castle) di Jack Vance
  - Lo chiamerai «Signore» (Call Him Lord) di Gordon R. Dickson
  - Apology to Inky di Robert M. Green Jr.
  - L'alchimista (The Alchemist) di Charles L. Harness
  - Un ornamento alla sua professione (An Ornament to His Profession) di Charles L. Harness
  - Sexinvasione (The Eskimo Invasion) di Hayden Howard
  - La casa delle rose (The Manor of Roses) di Thomas Burnett Swann
  - Per un respiro io indugio (For a Breath I Tarry) di Roger Zelazny
  - Quel momento della tempesta (This Moment of the Storm) di Roger Zelazny
- 1968: Per muovere le ossa (Gonna Roll the Bones) di Fritz Leiber
  - Wizard's World di Andre Norton
  - La fede dei nostri padri (Faith of Our Fathers) di Philip K. Dick
  - Pretty Maggie Moneyeyes di Harlan Ellison
- 1969: La comunione della carne (The Sharing of Flesh) di Poul Anderson
  - Ambiente totale (Total Environment) di Brian W. Aldiss
  - Getting Through University di Piers Anthony
  - Madre del mondo (Mother to the World) di Richard Wilson

### Anni 1970

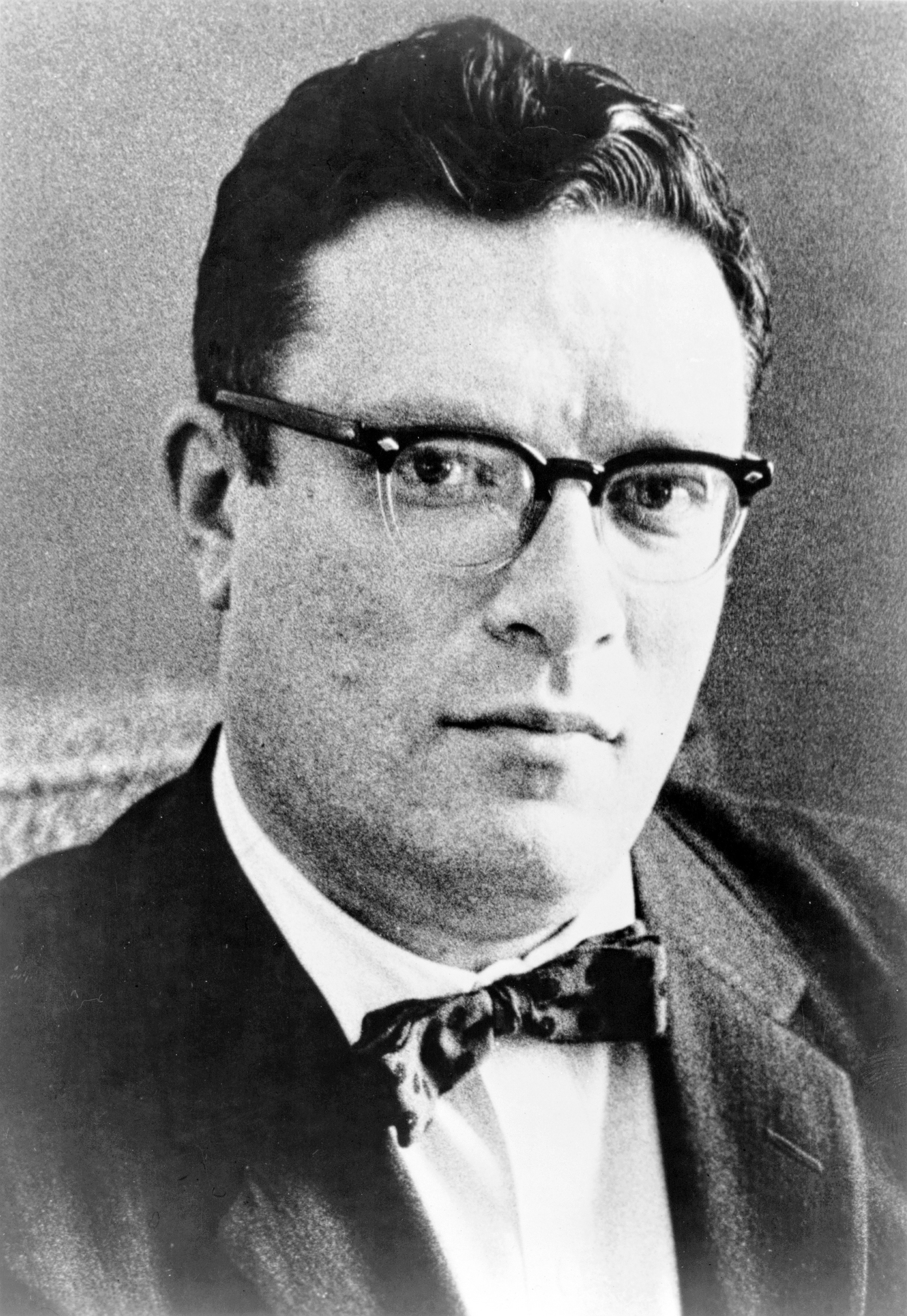
Isaac Asimov, vincitore nel 1977 e nel 1992.

- 1973: Orfeo Secondo (Goat Song) di Poul Anderson
  - Il mecenate (Patron of the Arts) di William Rotsler
  - Il basilisco (Basilisk) di Harlan Ellison
  - A Kingdom by the Sea di Gardner Dozois
  - Painwise di James Tiptree Jr.
- 1974: L'uccello di morte (The Deathbird) di Harlan Ellison
  - Bruma, erba e sabbia (Of Mist, and Grass, and Sand) di Vonda N. McIntyre
  - Amore è il progetto il progetto è morte (Love Is the Plan the Plan Is Death) di James Tiptree Jr.
  - The City on the Sand di George Alec Effinger
  - He Fell into a Dark Hole di Jerry Pournelle
- 1975: Alla deriva appena al largo delle isolette di Langerhans: latitudine 38° 54' N, longitudine 77° 00' 13" O (Adrift Just Off the Islets of Langerhans: Latitude 38° 54' N, Longitude 77° 00' 13" W) di Harlan Ellison
  - Perché tu ti ricordi di lui (-That Thou Art Mindful of Him!) di Isaac Asimov
  - Mezzanotte sull'orologio di Morphy (Midnight by the Morphy Watch) di Fritz Leiber
  - After the Dreamtime di Richard A. Lupoff
  - Extreme Prejudice di Jerry Pournelle
  - Nix Olympica di William Walling [Analog Dec 1974]
  - A Brother to Dragons, a Companion of Owls di Kate Wilhelm
- 1976: Ai confini di Sol (The Borderland of Sol) di Larry Niven
  - La nuova Atlantide (The New Atlantis) di Ursula K. Le Guin
  - E sette volte non uccidere l'uomo (And Seven Times Never Kill Man) di George R. R. Martin
  - San Diego Lightfoot Sue di Tom Reamy
  - Arrotino (Tinker) di Jerry Pournelle
- 1977: L'uomo bicentenario (The Bicentennial Man) di Isaac Asimov
  - Il diario della rosa (The Diary of the Rose) di Ursula K. Le Guin
  - Devo cantare, devo ballare (Gotta Sing, Gotta Dance) di John Varley
  - Il fantasma del Kansas (The Phantom of Kansas) di John Varley
- 1978: Occhi d'ambra (Eyes of Amber) di Joan D. Vinge
  - Il gioco di Ender (Ender's Game) di Orson Scott Card[3]
  - La soluzione «screwfly» (The Screwfly Solution) di Racoona Sheldon
  - Prismatica di Samuel R. Delany
  - La nona sinfonia di Ludwig Van Beethoven e altre canzoni perdute (The Ninth Symphony of Ludwig van Beethoven and Other Lost Songs) di Carter Scholz
- 1979: La luna dei cacciatori (Hunter's Moon) di Poul Anderson
  - Mikal's Songbird di Orson Scott Card
  - The Man Who Had No Idea di Thomas M. Disch
  - Devil You Don't Know di Dean Ing
  - Le vittime (The Barbie Murders) di John Varley

### Anni 1980

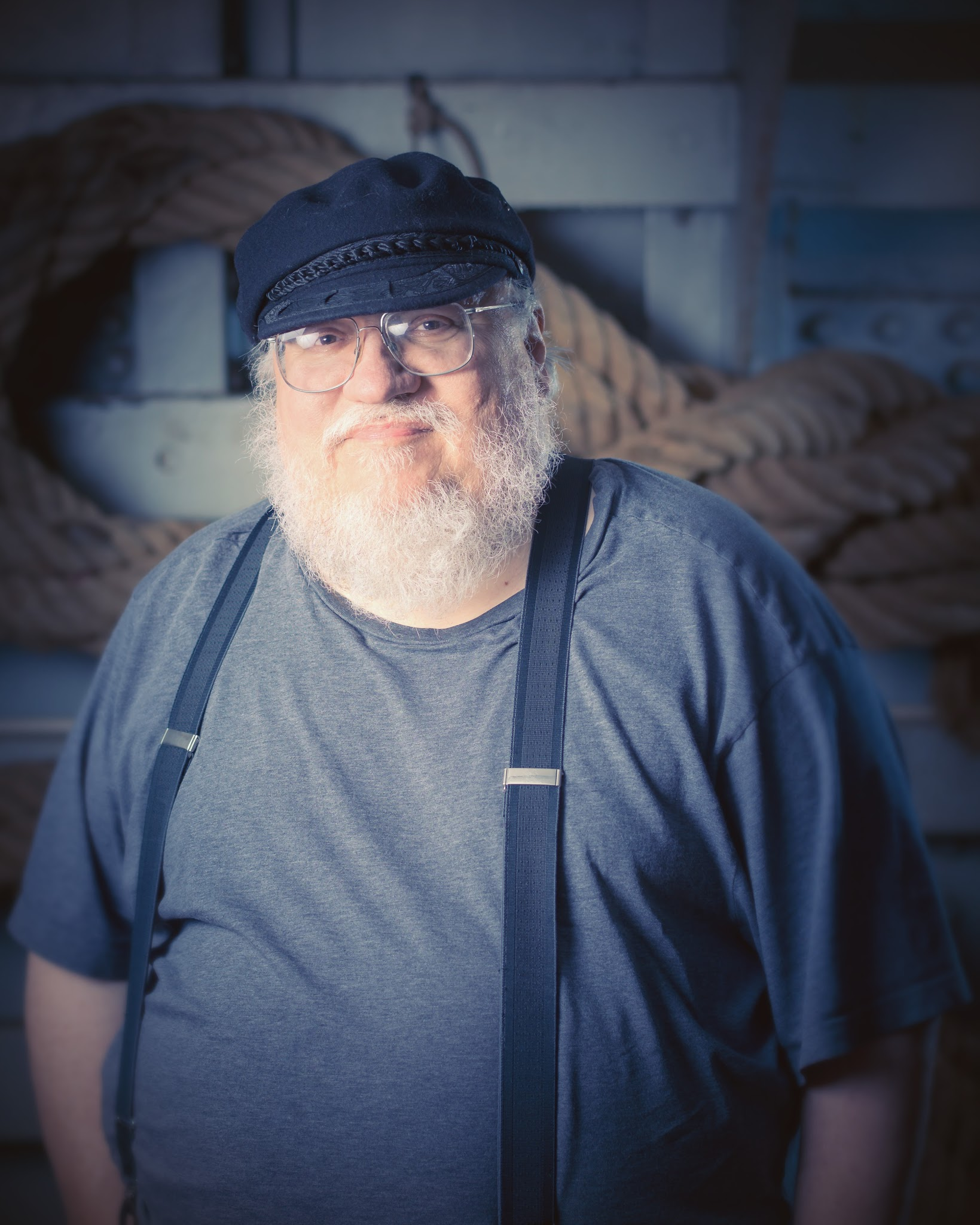
George R. R. Martin, vincitore nel 1980.

- 1980: Re della sabbia (Sandkings) di George R. R. Martin
  - Homecoming di Barry B. Longyear
  - Le locuste (The Locusts) di Larry Niven e Steven Barnes
  - Marea di fuoco (Fireflood) di Vonda N. McIntyre
  - Opzioni (Options) di John Varley
  - Il parco del tempo (Palely Loitering) di Christopher Priest
- 1981: Il mantello e il bastone (The Cloak and the Staff) di Gordon R. Dickson
  - Savage Planet di Barry B. Longyear
  - Beatnik Bayou di John Varley
  - The Lordly Ones di Keith Roberts
  - L'autopsia (The Autopsy) di Michael Shea
  - The Ugly Chickens di Howard Waldrop
- 1982: La variante dell'unicorno (Unicorn Variation) di Roger Zelazny
  - Guardians di George R. R. Martin
  - The Thermals of August di Edward Bryant
  - The Fire When It Comes di Parke Godwin
  - The Quickening di Michael Bishop
- 1983: Squadra antincendio (Fire Watch) di Connie Willis
  - Nightlife di Phyllis Eisenstein
  - Pawn's Gambit di Timothy Zahn
  - Aquila di Somtow Sucharitkul[4]
  - Swarm di Bruce Sterling
- 1984: La musica del sangue (Blood Music) di Greg Bear[5]

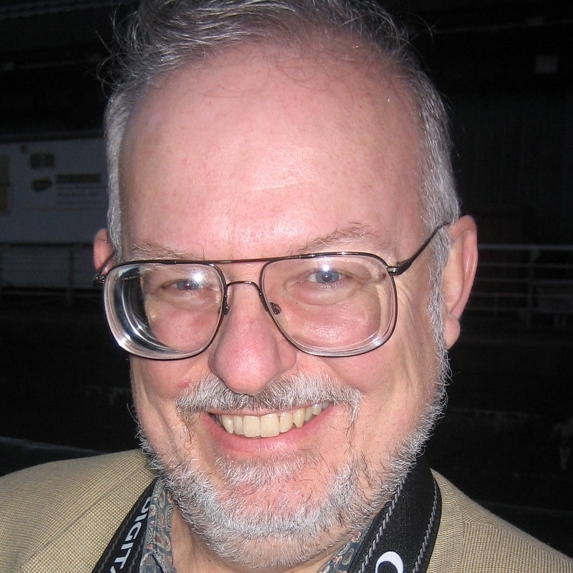
Greg Bear, vincitore nel 1984.

  - Greg Bear, vincitore nel 1984.The Monkey Treatment di George R. R. Martin
  - La sidone nello specchio (The Sidon in the Mirror) di Connie Willis
  - Volo lento (Slow Birds) di Ian Watson
  - Black Air di Kim Stanley Robinson
- 1985: Figlio di sangue (Bloodchild) di Octavia E. Butler
  - L'uomo che dipinse Griaule il drago (The Man Who Painted the Dragon Griaule) di Lucius Shepard
  - Return to the Fold di Timothy Zahn
  - Luna azzurrata (Blued Moon) di Connie Willis
  - Silicon Muse di Hilbert Schenck
  - The Weigher di Eric Vinicoff e Marcia Martin
  - Il Lucky Strike (The Lucky Strike) di Kim Stanley Robinson
- 1986: Il paladino dell'ora perduta (Paladin of the Lost Hour) di Harlan Ellison
  - Ritratti di famiglia (Portraits of His Children) di George R. R. Martin
  - La frontiera (The Fringe) di Orson Scott Card
  - A Gift from the Graylanders di Michael Bishop
  - Duello (Dogfight) di Michael Swanwick e William Gibson
- 1987: Permafrost di Roger Zelazny
  - Sulle ali degli dei (Thor Meets Captain America) di David Brin
  - Il mercato d'inverno (The Winter Market) di William Gibson
  - Hatrack River di Orson Scott Card
  - La principessa barbara (The Barbarian Princess) di Vernor Vinge
- 1988: Le ragazze bufalo (Buffalo Gals, Won't You Come Out Tonight) di Ursula K. Le Guin
  - Rachel in Love di Pat Murphy
  - Dinosaurs di Walter Jon Williams
  - I fiori di Edo (Flowers of Edo) di Bruce Sterling
  - Dream Baby di Bruce McAllister
- 1989: Il gattino di Schrödinger (Schrödinger's Kitten) di George Alec Effinger
  - Un regalo di compleanno (Peaches for Mad Molly) di Steven Gould
  - Do Ya, Do Ya, Wanna Dance? di Howard Waldrop
  - The Function of Dream Sleep di Harlan Ellison
  - Ginny Sweethips' Flying Circus di Neal Barrett Jr.

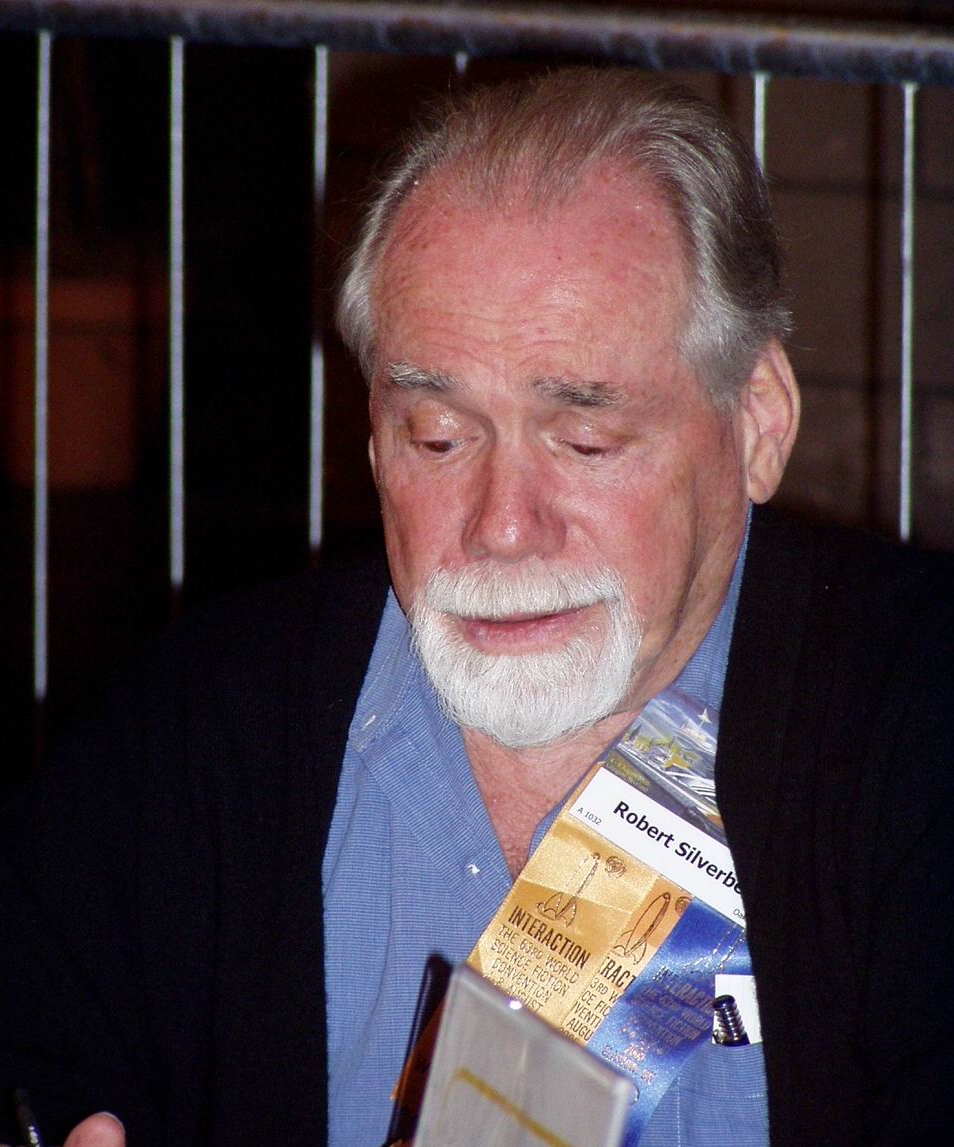
Robert Silverberg, vincitore nel 1990.

### Anni 1990
- 1990: Crea un soldato, poi creane un altro (Enter a Soldier. Later: Enter Another) di Robert Silverberg
  - Una volta ho toccato il cielo (For I Have Touched the Sky) di Mike Resnick
  - Everything But Honor di George Alec Effinger
  - Al Rialto (At the Rialto) di Connie Willis
  - 1937: Andata e ritorno (The Price of Oranges) di Nancy Kress
  - Dogwalker di Orson Scott Card
- 1991: La Manamouki (The Manamouki) di Mike Resnick
  - Un atto di coraggio(A Braver Thing) di Charles Sheffield
  - Torre di Babilonia (Tower of Babylon) di Ted Chiang
  - The Coon Rolled Down and Ruptured His Larinks, A Squeezed Novel by Mr. Skunk di Dafydd ab Hugh
  - Over the Long Haul di Martha Soukup
- 1992: Oro (Gold) di Isaac Asimov
  - Dispatches from the Revolution di Pat Cadigan
  - Miracle di Connie Willis
  - Fin de Cyclé di Howard Waldrop
  - Capire (Understand) di Ted Chiang
- 1993: Il golpe dello schiaccianoci (The Nutcracker Coup) di Janet Kagan
  - Danny va su Marte (Danny Goes to Mars) di Pamela Sargent
  - True Faces di Pat Cadigan
  - Suppose They Gave a Peace... di Susan Shwartz
  - La casa di pietra (In the Stone House) di Barry N. Malzberg
- 1994: Georgia on My Mind di Charles Sheffield
  - Dancing on Air di Nancy Kress
  - The Shadow Knows di Terry Bisson
  - Deep Eddy di Bruce Sterling
  - The Franchise di John Kessel
- 1995: Il bambino marziano (The Martian Child) di David Gerrold
  - Nel suo bozzolo (Cocoon) di Greg Egan
  - A Little Knowledge di Mike Resnick
  - Solitude di Ursula K. Le Guin
  - Le singolari abitudini delle vespe (The Singular Habits of Wasps) di Geoffrey A. Landis
  - The Matter of Seggri di Ursula K. Le Guin
- 1996: Pensare da dinosauri (Think Like a Dinosaur) di James Patrick Kelly
  - When the Old Gods Die di Mike Resnick
  - The Good Rat di Allen Steele
  - Must and Shall di Harry Turtledove
  - Luminous di Greg Egan
  - TAP di Greg Egan
- 1997: Il riparatore di biciclette (Bicycle Repairman) di Bruce Sterling
  - The Land of Nod di Mike Resnick
  - Mountain Ways di Ursula K. Le Guin
  - Beauty and the Opéra or The Phantom Beast di Suzy McKee Charnas
  - Age of Aquarius di William Barton
- 1998: Berremo un pesce insieme (We Will Drink a Fish Together...) di Bill Johnson
  - Three Hearings on the Existence of Snakes in the Human Bloodstream di James Alan Gardner
  - Moon Six di Stephen Baxter
  - Broken Symmetry di Michael A. Burstein
  - The Undiscovered di William Sanders
- 1999: Taklamakan di Bruce Sterling
  - Echea di Kristine Kathryn Rusch
  - Zwarte Piet's Tale di Allen Steele
  - Steamship Soldier on the Information Front di Nancy Kress
  - Il tuffo di Planck (The Planck Dive) di Greg Egan
  - Time Gypsy di Ellen Klages
  - Divided by Infinity di Robert Charles Wilson

### Anni 2000

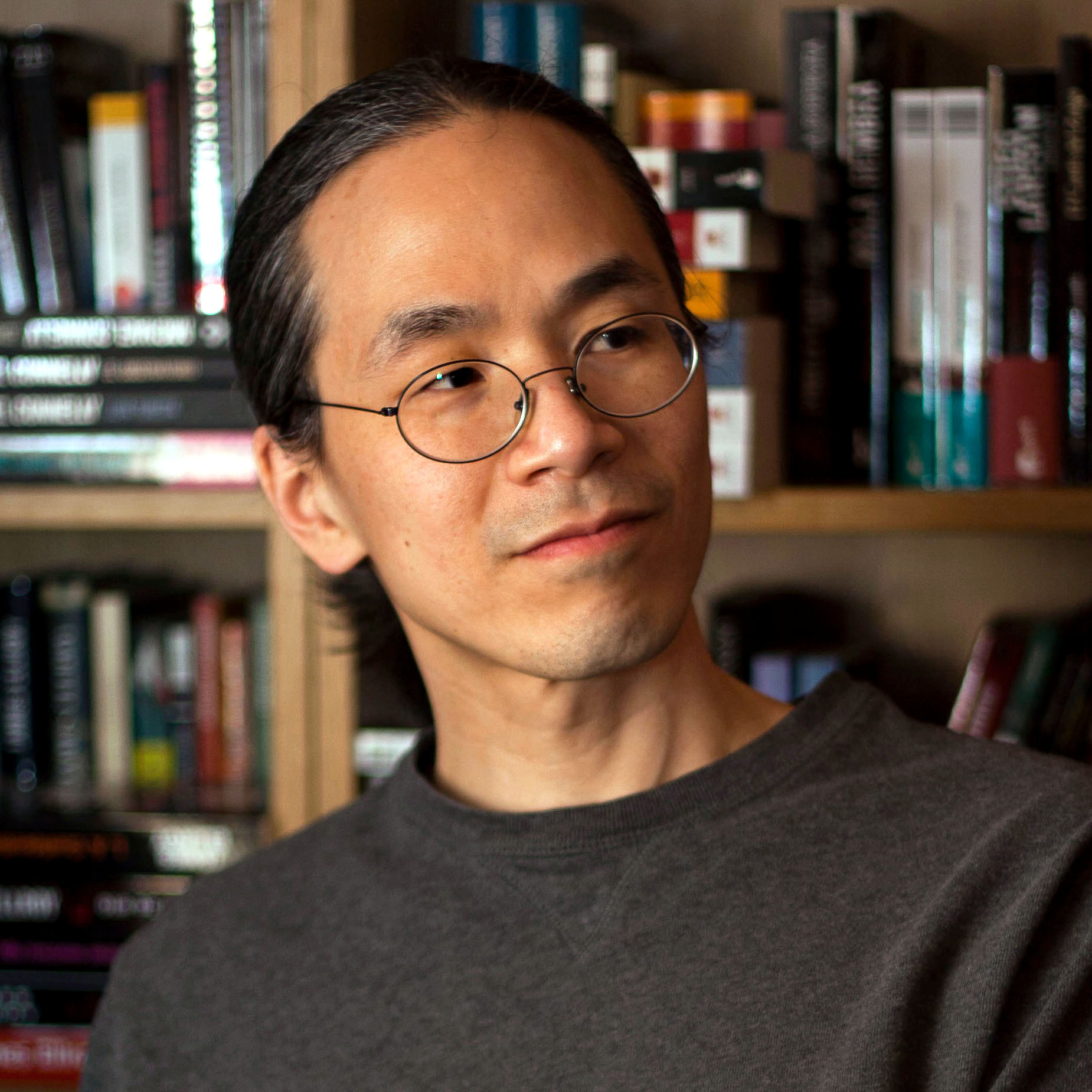
Ted Chiang, vincitore nel 2002 e 2008

- 2000: 1016 di 1 (1016 to 1) di James Patrick Kelly
  - Stellar Harvest di Eleanor Arnason
  - Guardie di confine (Border Guards) di Greg Egan
  - The Secret History of the Ornithopter di Jan Lars Jensen
  - Giochi fossili (Fossil Games) di Tom Purdom
  - The Chop Girl di Ian R. MacLeod
- 2001: Millennium Babies di Kristine Kathryn Rusch
  - On the Orion Line di Stephen Baxter
  - Agape Among the Robots di Allen Steele
  - Generation Gap di Stanley Schmidt
  - Redchapel di Mike Resnick
- 2002: L'inferno è l'assenza di Dio (Hell Is the Absence of God) di Ted Chiang
  - The Days Between di Allen Steele
  - Disfatto (Undone) di James Patrick Kelly
  - Aragoste (Lobsters) di Charles Stross
  - The Return of Spring di Shane Tourtellotte
- 2003: Vita lenta (Slow Life) di Michael Swanwick
  - The Wild Girls di Ursula K. Le Guin
  - Aureola (Halo) di Charles Stross
  - Presence di Maureen F. McHugh
  - Madonna of the Maquiladora di Gregory Frost
- 2004: Legions in Time di Michael Swanwick
  - The Empire of Ice Cream di Jeffrey Ford
  - Notturno (Nightfall) di Charles Stross
  - Into the Gardens of Sweet Night di Jay Lake
  - Bernardo's House di James Patrick Kelly
  - Hexagons di Robert Reed
- 2005: The Faery Handbag di Kelly Link
  - The Clapping Hands of God di Michael F. Flynn
  - The People of Sand and Slag di Paolo Bacigalupi
  - Note biografiche a Una dissertazione sulla natura della causalità, con aero-plani, di Benjamin Rosenbaum (Biographical Notes to "A Discourse on the Nature of Causality, with Air-Planes" by Benjamin Rosenbaum) di Benjamin Rosenbaum
  - The Voluntary State di Christopher Rowe
- 2006: Due cuori (Two Hearts) di Peter S. Beagle
  - The Calorie Man di Paolo Bacigalupi
  - TelePresence di Michael A. Burstein
  - Io, robot (I, Robot) di Cory Doctorow
  - The King of Where-I-Go di Howard Waldrop
- 2007: La moglie del djinn (The Djinn's Wife) di Ian McDonald
  - Pol Pot's Beautiful Daughter di Geoff Ryman
  - L'alba, e il tramonto, e i colori della Terra (Dawn, and Sunset, and the Colours of the Earth) di Michael F. Flynn
  - All the Things You Are di Mike Resnick
  - Yellow Card Man di Paolo Bacigalupi
- 2008: Il mercante e il portale dell'alchimista (The Merchant and the Alchemist's Gate) di Ted Chiang
  - The Cambist and Lord Iron: a Fairytale of Economics di Daniel Abraham
  - Dark Integers di Greg Egan
  - Glory di Greg Egan
  - Finisterra di David Moles
- 2009: Shoggoths in Bloom di Elizabeth Bear
  - Pride and Prometheus di John Kessel
  - The Ray-Gun: A Love Story di James Alan Gardner
  - The Gambler di Paolo Bacigalupi
  - Alastair Baffle's Emporium of Wonders di Mike Resnick

### Anni 2010
- 2010: The Island di Peter Watts
  - Overtime di Charles Stross

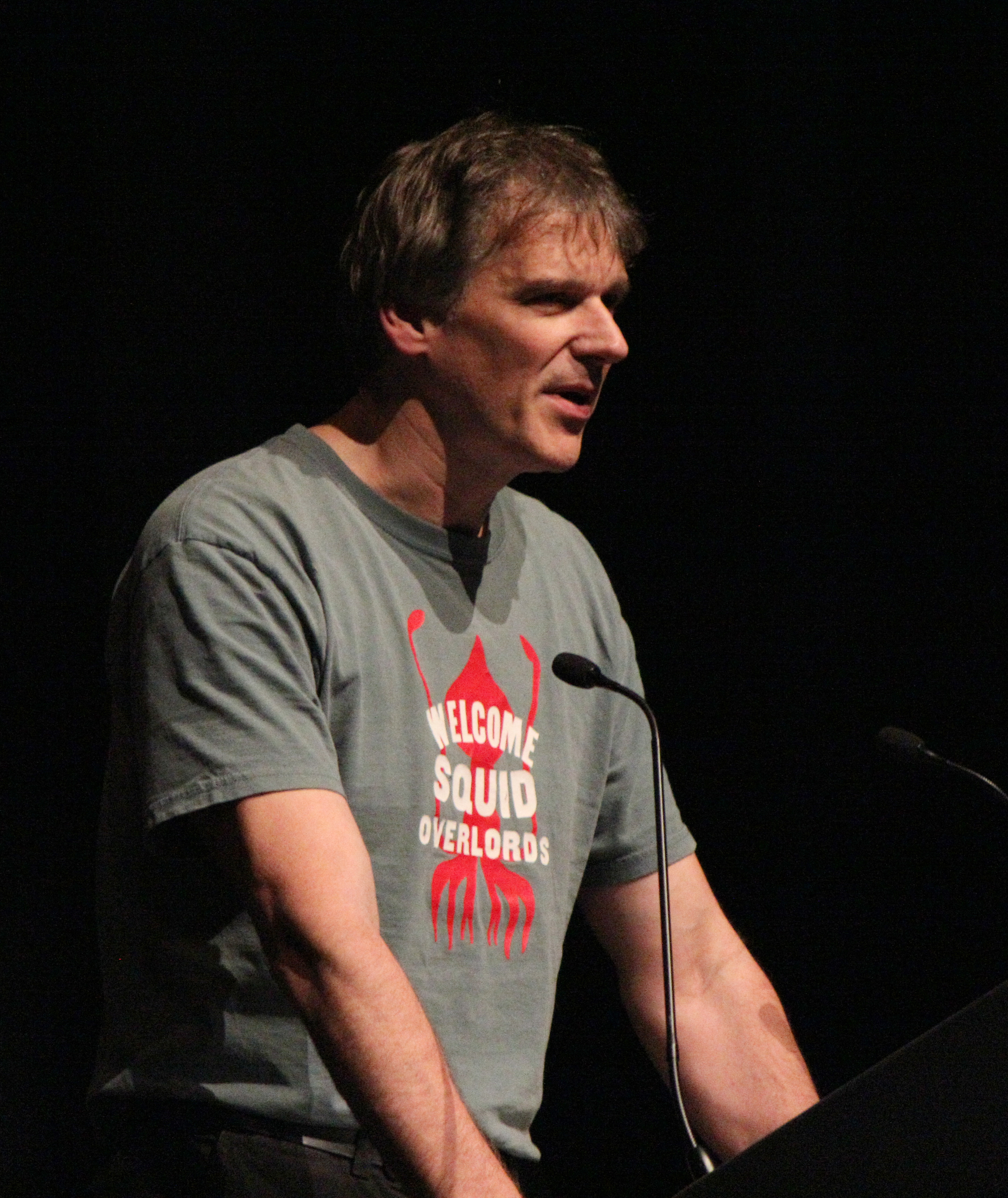
Peter Watts, vincitore nel 2010

  - Eros, Philia, Agape di Rachel Swirsky
  - It Takes Two di Nicola Griffith
  - One of Our Bastards is Missing di Paul Cornell
  - Sinner, Baker, Fabulist, Priest; Red Mask, Black Mask, Gentleman, Beast di Eugie Foster
- 2011: L'imperatore di Marte (The Emperor of Mars) di Allen M. Steele
  - The Jaguar House, in Shadow di Aliette de Bodard
  - Plus or Minus di James Patrick Kelly
  - Eight Miles di Sean McMullen
  - That Leviathan, Whom Thou Hast Made di Eric James Stone
- 2012: Sei mesi, tre giorni (Six Months, Three Days) di Charlie Jane Anders
  - The Copenhagen Interpretation di Paul Cornell
  - Fields of Gold di Rachel Swirsky
  - Ray of Light di Brad R. Torgersen
  - What We Found di Geoff Ryman
- 2013:[6] The Girl-Thing Who Went Out for Sushi di Pat Cadigan
  - In Sea-Salt Tears di Seanan McGuire
  - Fade To White di Catherynne M. Valente
  - Rat-Catcher di Seanan McGuire
  - The Boy Who Cast No Shadow di Thomas Olde Heuvelt
- 2014:[7] The Lady Astronaut of Mars di Mary Robinette Kowal
  - La verità del fatto, la verità della sensazione (The Truth of Fact, the Truth of Feeling) di Ted Chiang
  - The Waiting Stars di Aliette de Bodard
  - The Exchange Officers di Brad Torgersen
  - Opera Vita Aeterna di Vox Day
- 2015:[8] The Day the World Turned Upside Down di Thomas Olde Heuvelt
  - The Triple Sun: A Golden Age Tale di Rajnar Vajra
  - Ashes to Ashes, Dust to Dust, Earth to Alluvium di Gray Rinehart
  - The Journeyman: In the Stone House di Michael F. Flynn
  - Championship B'tok di Edward M. Lerner
- 2016:[9] Pechino pieghevole (Folding Beijing) di Hao Jingfang
  - And You Shall Know Her by the Trail of Dead di Brooke Bolander
  - Io seppellisco i vivi (Obits) di Stephen King
  - What Price Humanity? di David VanDyke
  - Flashpoint: Titan di Cheak Kai Wai
- 2017:[10] The Tomato Thief di Ursula Vernon
  - You’ll Surely Drown Here If You Stay di Alyssa Wong
  - Touring with the Alien di Carolyn Ives Gilman
  - The Jewel and Her Lapidary di Fran Wilde
  - The Art of Space Travel di Nina Allan
  - Alien Stripper Boned From Behind By The T-Rex di Stix Hiscock
- 2018:[11] The Secret Life of Bots di Suzanne Palmer
  - Wind Will Rove, di Sarah Pinsker
  - A Series of Steaks di Vina Jie-Min Prasad
  - Extracurricular Activities di Yoon Ha Lee
  - Children of Thorns, Children of Water di Aliette de Bodard
  - Small Changes Over Long Periods of Time di K. M. Szpara
- 2019:[12] If at First You Don’t Succeed, Try, Try Again di Zen Cho
  - The Last Banquet of Temporal Confections di Tina Connolly
  - The Thing About Ghost Stories di Naomi Kritzer
  - Nine Last Days on Planet Earth di Daryl Gregory
  - The Only Harmless Great Thing di Brooke Bolander
  - When We Were Starless di Simone Heller

## Retro Hugo
I premi Retro Hugo vengono assegnati 50 anni dopo rispetto ad anni in cui la Worldcon non assegnò il premio.
- 1946 (assegnato nel 1996): Primo contatto (First Contact) di Murray Leinster
  - Pi in the Sky di Fredric Brown [Thrilling Wonder Win 1945]
  - Nelle tue mani (Into Thy Hands) di Lester del Rey
  - I ribelli dei 50 soli (The Mixed Men o Mission to the Stars) di A. E. van Vogt
  - The Piper's Son di Lewis Padgett (Henry Kuttner e C. L. Moore)
- 1951 (assegnato nel 2001): La valigetta nera (The Little Black Bag) di Cyril M. Kornbluth
  - I controllori vivono invano (Scanners Live in Vain) di Cordwainer Smith
  - Datti da fare (The Helping Hand) di Poul Anderson
  - Okie di James Blish
  - Caro diavolo (Dear Devil) di Eric Frank Russell
- 1954 (assegnato nel 2004): Il ritorno dall'infinito (Earthman, Come Home) di James Blish
  - Modello due (Second Variety) di Philip K. Dick
  - Hoka Holmes (The Adventure of the Misplaced Hound) di Poul Anderson e Gordon R. Dickson
  - Sam Hall di Poul Anderson
  - Il muro intorno al mondo (The Wall Around the World) di Theodore R. Cogswell